# Knud Bartels
Knud Bartels (* 8. dubna 1952 Kodaň) je dánský generál ve výslužbě, v letech 2012–2015 předseda vojenského výboru NATO.

## Mládí
Bartels se narodil v roce 1952 v Kodani a je synem Eyvinda Bartelse, který působil jako velvyslanec Dánska při Organizaci pro Evropskou hospodářskou spolupráci. Bartels proto strávil velkou část svého mládí v zahraničí, mnoho let žil v Paříži. V roce 1972 vstoupil do armády a následující rok nastoupil na Dánskou královskou vojenskou akademii. V roce 1980 odjel na misi OSN na Kypr.

## Osobní život
Bartels je ženatý s Belgičankou Inge Vansteenkiste a žije v Bruselu. Po svém odchodu do důchodu získal jako první člověk místo adjunkta na Dánské královské vysoké škole obrany.

## Vyznamenání
- Velkokříž Řádu Dannebrog
- Medaile za dlouholetou službu
- Vyznamenání domobrany za 25 let služby
- Čestný odznak Dánské asociace rezervních důstojníků
- Důstojník Národního řádu zásluhy
- Rytíř Řádu čestné legie
- Komandér Záslužné legie[7]
- Komtur s hvězdou Norského královského řádu za zásluhy
- Velkokomtur Řádu cti